# Duplicació de personalitat hagiogràfica

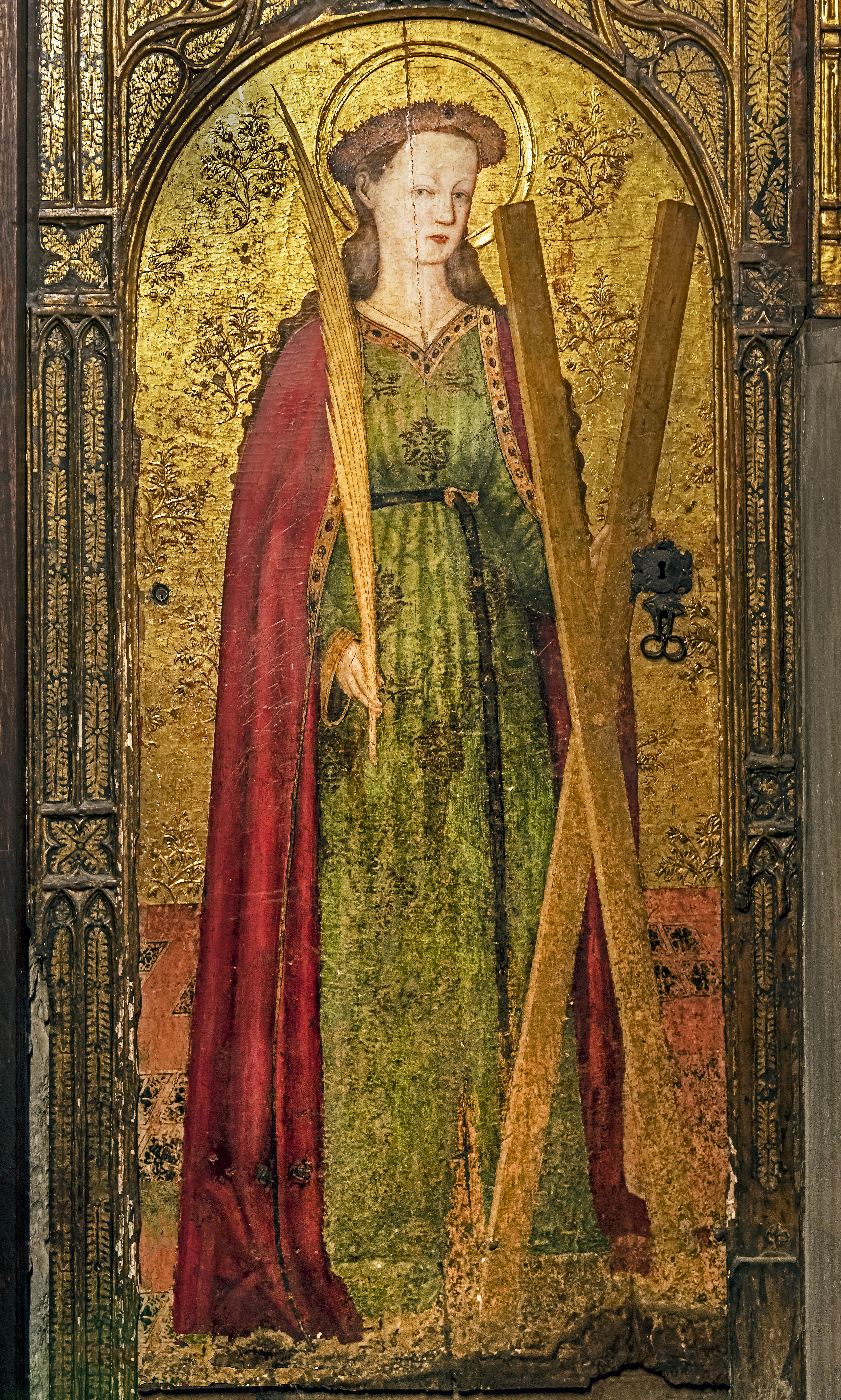
Santa Eulàlia de Barcelona, un dels casos més coneguts de duplicació hagiogràfica.

La duplicació o desdoblament d'una personalitat, en l'àmbit de l'hagiografia va ser un procés mitjançant el qual, a partir de la història, els fets i la personalitat d'una persona real, venerada per l'Església com a sant o beat, es creava una altra persona, fictícia, a la qual s'adaptaven llegendes i tradicions locals.
El procés podia partir d'una confusió en la lectura d'un testimoni (làpida, text, etc.) o de l'existència d'un culte o unes relíquies d'un sant l'origen del qual ja s'havia perdut la memòria al lloc. A partir del nom del sant real a qui pertanyien, però amb el qual no s'identificaven, i per a justificar aquell culte, s'elaborava una llegenda que expliqués com havia arribat al lloc la relíquia o el culte.
Habitualment, el nom i la llegenda de la seva vida eren similars als del sant real que es prenia com a base, però s'hi afegien elements que el vinculaven al lloc on es creava: hi havia nascut o hi havia viscut, etc. Solia conservar-se el mateix dia de celebració litúrgica, que pot ser indicatiu d'un d'aquests processos. Així, el dia de Sant Narcís de Girona continua essent el 29 d'octubre, com el del sant "original", Sant Narcís de Jerusalem. El culte, primer local, s'establia i acabava difonent-se, i a poc a poc va ser acceptat com a real. Sovint, el temps passat entre la creació de la llegenda i la seva acceptació era gran i feia impossible comprovar-ne la veracitat.
En altres casos, la llegenda del nou sant combina elements d'altres històries, i en crea una de totalment diferent, com és el cas de la de Julià l'Hospitalari, on es troben elements de les històries de Julià de Le Mans i els sants Julià i Basilissa, barrejats amb llegendes profanes com el mite d'Èdip.
Així, a partir del Martyrologium Hieronymianum, l'Edat mitjana va anar afegint noves personalitats, sovint sense fonament històric; una manera de crear-les era la duplicació de figures, a més de la fusió de diverses en una, la creació de noves figures a partir d'altra amb un altre nom.

## Exemples
En són exemples els sants "duplicats" (el primer és, sempre, el sant real i el segon el creat a partir seu).:
- Amador d'Auxerre i Amador de Ròcamador
- Amat de Remiremont, que dona lloc a Aimat de Tarragona i Amat de Tortosa
- Anastasi de Pèrsia i Anastasi de Lleida
- Apol·loni de Brèscia i Apol·loni de Benevent
- Apol·lònia d'Alexandria, a partir de la qual es creen les fictícies Apol·lònia de Roma i Apol·lònia de Barcelona.[2]
- Baldiri i Boi de Zamora
- Basilissa i Anastàsia de Roma i Basilissa i Anastàsia de Xàtiva
- Bertold de Llombardia, prior, i Bertold de Calàbria, llegendari fundador de l'Orde del Carmel
- Bonós i Maximià d'Antioquia, màrtirs, van donar lloc als llegendaris Bonós i Maximià d'Arjona i Bonós i Maximià de Blanes
- Ermenter i Medir de Barcelona
- Corona d'Egipte, màrtir, i Corona d'Elx
- Un Críspul, màrtir a Hispània, i Críspul i Restitut de Roma donen lloc a Críspul i Restitut de Peñaflor
- Cristina de Pèrsia i Cristina de Bolsena, màrtirs; al seu torn, la segona es desdoblà per donar lloc a Cristina d'Osma
- Daniel de Pàdua i Daniel de Barcelona
- Domeci, Pelàgia, Àquila i Teodosi de Cesarea i Domici, Pelàgia, Àquila, Eparqui i Teodòsia de Tarragona
- Dorotea de Cesarea i Dorotea d'Alexandria
- Ernest de Zwiefalten i Ernest de Neresheim
- Eteri del Quersonès i Eteri de Barcelona
- Sant Eugeni de Toledo, bisbe del segle vii, i Eugeni de Toledo (màrtir), del segle i
- Eulàlia de Mèrida i Eulàlia de Barcelona
- Evasi d'Asti, bisbe del segle iv, i Evasi de Còria, bisbe llegendari del segle i
- Faust de Còrdova i altres elements locals, que donen lloc a Faust d'Alguaire
- Feliu de Girona (màrtir) i Feliu de Girona (diaca)
- Fèlix de Nola (prevere) i Fèlix de Nola (bisbe) i Fèlix "in Pincis"
- Fèlix i Fortunat d'Aquileia i Fèlix, Fortunat i Aquil·leu de Valença
- Fermí d'Amiens i Fermí de Mende
- Ferran III de Castella i Sant Ferran d'Aragó
- Filet, Lídia i companys màrtirs d'Il·líria i Filet i Lídia, Macedoni, Teoprepi, Crònides i Amfiloqui de Barcelona
- Focas de Sinope, amb dades de Focas d'Antioquia i un pagès anomenat Focas, va donar origen al llegendari Focas l'Hortolà
- Genís d'Arle i Genís de Roma, Genís de la Jara i altres
- Geronci de Devon, rei llegendari creat a partir de a partir del Geronci que s'havia rebel·lat contra Constantí III, el Geronci del Sud del poema Y Gododdin i de Geronci de Dumnònia, rei de Cornualla del segle viii.
- Hieroteu d'Atenes i el llegendari Hieroteu de Segòvia.
- Hilari de Javols i Hilari del Gavaldà
- Julià l'Hospitalari, a partir de Julià de Le Mans i Julià i Basilissa
- probablement, Just d'Urgell va donar origen a sant Just de Vic
- Llàtzer d'Ais i Llàtzer de Betània van donar origen a la llegenda de l'arribada a Marsella d'aquest últim.
- Lliceri (o Lleïr) i Lleïr de Lleida
- Llucià i Marcià de Nicomèdia i Llucià i Marcià de Vic
- Luci de Coira i Luci de Britànnia
- Marcial de Llemotges i Marcià de Pamplona, persona real que, per confusió amb Marcial, es considerà com a sant, amb llegenda pròpia.
- Marciana de Mauritània i Marciana de Toledo
- Maure abat i Sant Mauri
- Maximí de Trèveris i Maximí d'Ais
- Narcís de Jerusalem i Narcís de Girona
- Ponç de Cimiez i els llegendaris Ponç de Pradleves i Ponç de Girona
- Prim i Felicià de Mentana i Prim i Felicià d'Agen
- Quatre Sants Coronats (amb dos grups de sants: un de real, el dels màrtirs de Pannònia, i un de duplicat, el dels màrtirs de Roma) i, a partir de la fusió dels dos grups anteriors, els ficticis Quatre Sants Màrtirs de Girona
- Les diferents tradicions de Quitèria, a Aquitània i Lusitània
- Ramon Nonat qui, segons alguns historiadors, no va existir i prové de la confusió amb Ramon de Penyafort i dades de la vida del mercedari Ramon de Blanes.
- Ruf de Roma i Ruf d'Avinyó, reals, que originen el llegendari Ruf de Tortosa
- Sacerdot de Llemotges, per una confusió d'una relíquia de sant Martí d'Hinojosa, va donar origen al llegendari Sacerdot de Sigüenza i aquest, al seu torn, a Sacerdot de Sagunt
- Sergi de Capadòcia i Sergi de Badalona
- Set Sants Màrtirs del Quersonès i el grup de sants: Basili de Cartagena, Eugeni de València, Agatodor de Tarragona, Elpidi de Toledo, Eteri de Barcelona, Capitó de Lugo i Efraïm d'Astorga, Nèstor de Palència, Arcadi de Logronyo i Pius de Sevilla.
- Sever de Ravenna i Sever II de Barcelona donen lloc a Sever de Barcelona
- Sidoni Apol·linar i un personatge del Nou Testament van originar la figura de Sidoni d'Ais
- Sotera de Roma i Sotera de Palamós.
- Sant Teodor d'Amasia, el Soldat, i Teodor el General
- Urbici de Nocito, que donà lloc a Urbici de Serrateix i Urbici d'Urgell
- Valentí de Roma i Valentí de Terni
- Vicenç d'Osca i Vicenç d'Agen
- Vidal de Bolonya i Vidal de Ravenna
- Imatge del Volto Santo de Lucca i les llegendàries Lliberada, Vilgefortis i Múnia de Barcelona
- Zenó, Vidal i Felícola de Roma i Víctor, Zenó i Felícola de Serrateix.[3]